# Expedició de recerca de Mallory i Irvine
L'objectiu de l'Expedició de recerca de Mallory i Irvine de 1999 va ser intentar descobrir si George Mallory i Andrew Irvine van ser els primers a arribar al cim de l'Everest en el seu nefast intent entre el 8 i el 9 de juny de 1924. L'expedició va estar organitzada per l'expedició Everest liderada per Eric Simonson i amb l'ajuda de l'investigador Jochen Hemmleb, amb un equip d'escaladors dels EUA, la Gran Bretanya, i Alemanya.
Les investigacions incompletes d'Hemmleb d'anteriors informes d'avistamients i fotografies ha portat a identificar el que ell creia que era la zona en la qual es trobava el cos de Irvine, a certa distància muntanya avall des d'on es va trobar el seu piolet localitzat per Percy Wyn-Harris en l'expedició dirigida per Hugh Ruttledge el 1933. L'equip esperava, particularment, trobar una càmera al cos d'Irvine, si els dos havien arribat a cim, hauria de tenir una foto del cim. A les poques hores de començar la recerca l'1 de maig de 1999, Conrad Anker va trobar un cos a la cara nord, a 8.155 m. Per la seva sorpresa, era el de Mallory, no el d'Irvine.